# Kanton Lasalle

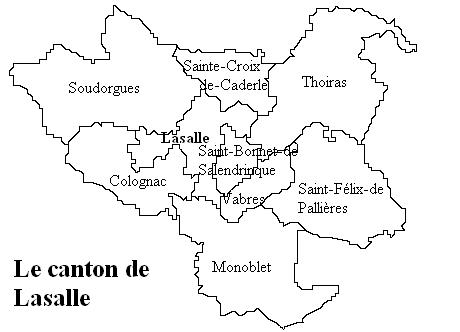
Gemeinden im Kanton

Der Kanton Lasalle war bis 2015 ein französischer Wahlkreis im Arrondissement Le Vigan, im Département Gard und in der Region Languedoc-Roussillon. Er hatte den Hauptort Lasalle und wurde 2015 im Rahmen einer landesweiten Neugliederung der Kantone aufgelöst.

## Gemeinden
Der Kanton umfasste die Wahlberechtigten aus neun Gemeinden:
- Colognac
- Lasalle
- Monoblet
- Saint-Bonnet-de-Salendrinque
- Sainte-Croix-de-Caderle
- Saint-Félix-de-Pallières
- Soudorgues
- Thoiras
- Vabres